# Liste der Biografien/Wuc
Liste der Biografien |
Portal Biografien |
Personensuche
# |
A |
B |
C |
D |
E |
F |
G |
H |
I |
J |
K |
L |
M |
N |
O |
P |
Q |
R |
S |
T |
U |
V |
W |
X |
Y |
Z |
?
 
Wa |
Wc |
Wd |
We |
Wh |
Wi |
Wj |
Wl |
Wn |
Wo |
Wr |
Ws |
Wt |
Wu |
Ww |
Wy |
Wz
 
Wua |
Wub |
Wuc |
Wud |
Wue |
Wuf |
Wug |
Wuh |
Wui |
Wuj |
Wuk |
Wul |
Wum |
Wun |
Wuo |
Wup |
Wur |
Wus |
Wut |
Wuw |
Wuy |
Wuz
Die Liste der Biografien führt alle Personen auf, die in der deutschsprachigen Wikipedia einen Artikel haben. Dieses ist eine Teilliste mit 32 Einträgen von Personen, deren Namen mit den Buchstaben „Wuc“ beginnt.

## Wuc

### Wuch
- Wucher, Albert (1920–2010), deutscher Journalist und Autor
- Wucher, Peter, deutscher Nordischer Kombinierer
- Wucherer von Huldenfeld, Karl Alois (1845–1914), österreichischer Hofbeamter
- Wucherer von Huldenfeld, Peter (1806–1877), österreichischer Hofbeamter
- Wucherer, Bernhard (1954–2022), deutscher Schriftsteller
- Wucherer, Denis (* 1973), deutscher BasketballspielerDenis Wucherer (* 1973)

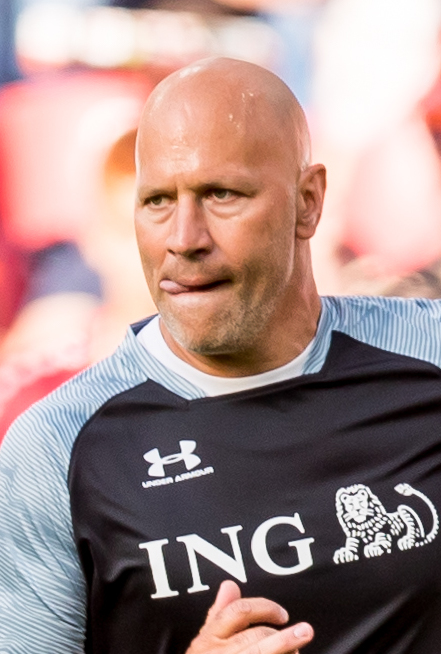
Denis Wucherer (* 1973)

- Wucherer, Fritz (1873–1948), deutscher Maler schweizerischer Herkunft
- Wucherer, Gerhard (* 1948), deutscher Sprinter
- Wucherer, Gustav Friedrich (1780–1844), deutscher Physiker
- Wucherer, Jochen (1940–2025), deutscher Basketballspieler
- Wucherer, Klaus (* 1944), deutscher Hochschullehrer und Manager
- Wucherer, Ludwig (1790–1861), deutscher Unternehmer
- Wucherer, Nicolas (* 1970), deutscher Basketballspieler
- Wucherer, Otto (1820–1873), brasilianischer Arzt
- Wucherer-Huldenfeld, Augustinus Karl (* 1929), österreichischer Theologe
- Wucherpfennig, Ansgar (* 1965), deutscher römisch-katholischer Priester und Theologe
- Wucherpfennig, Bernd (* 1940), deutscher Wasserspringer
- Wucherpfennig, Gerold (* 1957), deutscher Politiker (CDU), MdL
- Wucherpfennig, Hermann (1884–1969), deutscher Opernsänger (Bass) und Gesangspädagoge
- Wucherpfennig, Karl (1925–2017), deutscher Lebensmittelchemiker
- Wucherpfennig, Ludwig (* 1940), deutscher Stadtplaner und Wirtschaftsförderer
- Wucherpfennig, Lukas (* 1995), deutscher Handballspieler
- Wuchinger, Nicky (* 1988), deutscher Musicaldarsteller
- Wuchinger, Niki (1923–2020), österreichischer Musiker
- Wuchner, Jürgen (1948–2020), deutscher Jazzmusiker
- Wüchner, Leonhard (1895–1945), deutscher Politiker (NSDAP), MdR
- Wuchterl, Kurt (* 1931), deutscher Lehrer, Philosoph und Autor
- Wuchters, Abraham (1608–1682), niederländisch-dänischer Maler und Graveur

### Wuck
- Wück, Christian (* 1973), deutscher Fußballspieler und -trainerChristian Wück (* 1973)

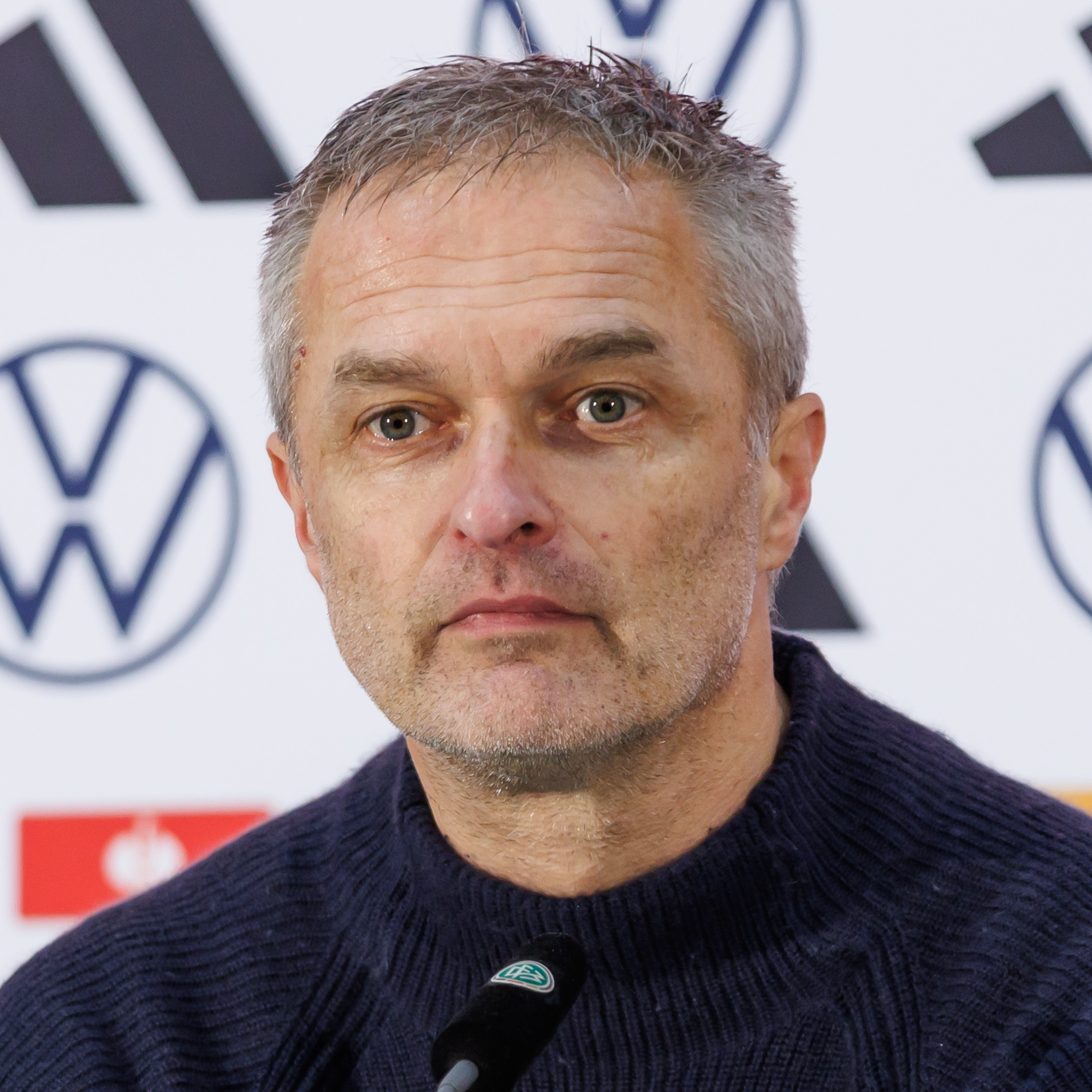
Christian Wück (* 1973)

- Wucke, Ludwig (1807–1883), deutscher Sagenforscher, Mundartdichter und Maler
- Wuckel, Markus (* 1967), deutscher Fußballspieler und Fußballtrainer

### Wucy
- Wucyna, Inge (* 1933), deutsche Spionin